# Bayi Shuiku, Wafangdian
Bayi Shuiku (kinesiska: 八一水库) är en reservoar i Kina. Den ligger i provinsen Liaoning, i den nordöstra delen av landet, omkring 250 kilometer sydväst om provinshuvudstaden Shenyang. Bayi Shuiku ligger 27 meter över havet. Arean är 2,8 kvadratkilometer. Trakten runt Bayi Shuiku består till största delen av jordbruksmark. Den sträcker sig 3,3 kilometer i nord-sydlig riktning, och 2,5 kilometer i öst-västlig riktning.
Genomsnittlig årsnederbörd är 864 millimeter. Den regnigaste månaden är juli, med i genomsnitt 271 mm nederbörd, och den torraste är januari, med 7 mm nederbörd.